# الكامل في صناعة العدد
هو كتاب لأبو بكر الحصار في الرياضيات، ويعرف الكتاب أيضاً ب"الكتاب الكبير".
اكتشف مؤخراً السفر الأول من كتاب الكامل في صناعة العدد؛ منقوص البداية، إذ يبدأ السفر الأول بعرض جزء من محتويات السفر الثاني الذي لايزال مفقوداً. يدلنا المتبقي من فاتحة السفر الأول على أن الكتاب يتألف من سفرين، يتألف السفر الأول من اثني عشر باباً، وتتناول حد العدد وانتظامه ونشوءه عن الواحد وانقسامه، وأسماء الأعداد ومراتبها وأسسها، وفي وضع الرسوم للأعداد وتصريفها على مراتبها في هذه البلاد، وفي ضرب الأعداد وجمعها وطرحها، وفي تحليل الأعداد المركبة إلى أعدادها الأوائل التي تركّبت منها، وفي اشتراك الأعداد بعضها مع بعض، وفي نسبة الأعداد بعضها إلى بعض، وفي قسمة الأعداد بعضها على بعض، وفي استخراج عدد ينقسم على أعداد مفروضة، وفي أخذ جذور الأعداد المجذورة.
يقدّم الحصّار طرقاً رياضية جديدة في معالجة بعض الموضوعات, ويتعرض الحصّار إلى موضوعات لم يتطرق لها في كتابه السابق «البيان والتذكار».
يشير أحد المؤرخين إلى أن كتاب «البيان والتذكار» كان يُدرس في سبتة على يد الإدريسي (ت 810هـ/1407م), وكان الكتاب يدرس في المشرق العربي أيضاً.